# Branimir Anzulović
Branimir Anzulović (Zagreb, 26. travnja 1926. – Virginia, SAD, 2. studenoga 2001.), bio je hrvatsko-američki kulturni povjesničar.

## Životopis
Kulturni povjesničar dr. Branimir Anzulović rođen je u Zagrebu 1926. godine. Diplomirao je 1952. godine na Filozofskom fakultetu u Zagrebu, zatim se odselio u Argentinu, a nakon toga se preselio u SAD. Ondje je na Sveučilištu u Indiani 1972. godine obranio doktorat iz komparativne književnosti. Pisao je i predavao znanost o književnosti, kulturnu povijest te književnu teoriju na Sveučilištu u Indiani te u Arizoni na Visokoj školi Prescott. Godinama je istraživao povijesne, filozofske i sociološke okolnosti koje su generirale ideologiju srpskog ekspanzionizma. Tako je nastala njegova knjiga Nebeska Srbija: od mita do genocida koju je 1999. objavio u SAD-u. Knjigu je u izvornome nazivu Heavenly Serbia: From Myth to Genocide objavila nakladnička kuća New York University Press. Bio je prevoditelj i tumač te je radio u tome svojstvu u Washingtonu za Glas Amerike (Voice of America), Državno tajništvo SAD-a i Međunarodni monetarni fond. Za vrijeme boravka u Argentini bio je članom Hrvatskoga latinoameričkoga kulturnoga instituta te suradnikom časopisa Studia croatica (1960., 1961. i 1966.). U razdoblju između 1961. i 1976. surađivao je s člancima u Hrvatskoj reviji.
Umro je 2001. godine u Virginiji, u SAD-u. Pokopan je u Zagrebu.

## Djela
Napisao više djela, od kojih se ističu:
- Heavenly Serbia: From Myth to Genocide (Nebeska Srbija: od mita do genocida), New York University Press, New York, 1999. (izd. na hrv. jeziku: Mit o nebeskoj Srbiji: polazište osvajačkih ratova i zločina u 20. stoljeću, Večernji edicija, Večernji posebni proizvodi d. o. o., Zagreb, 2011.)[5]